# Camarera mayor de Palacio

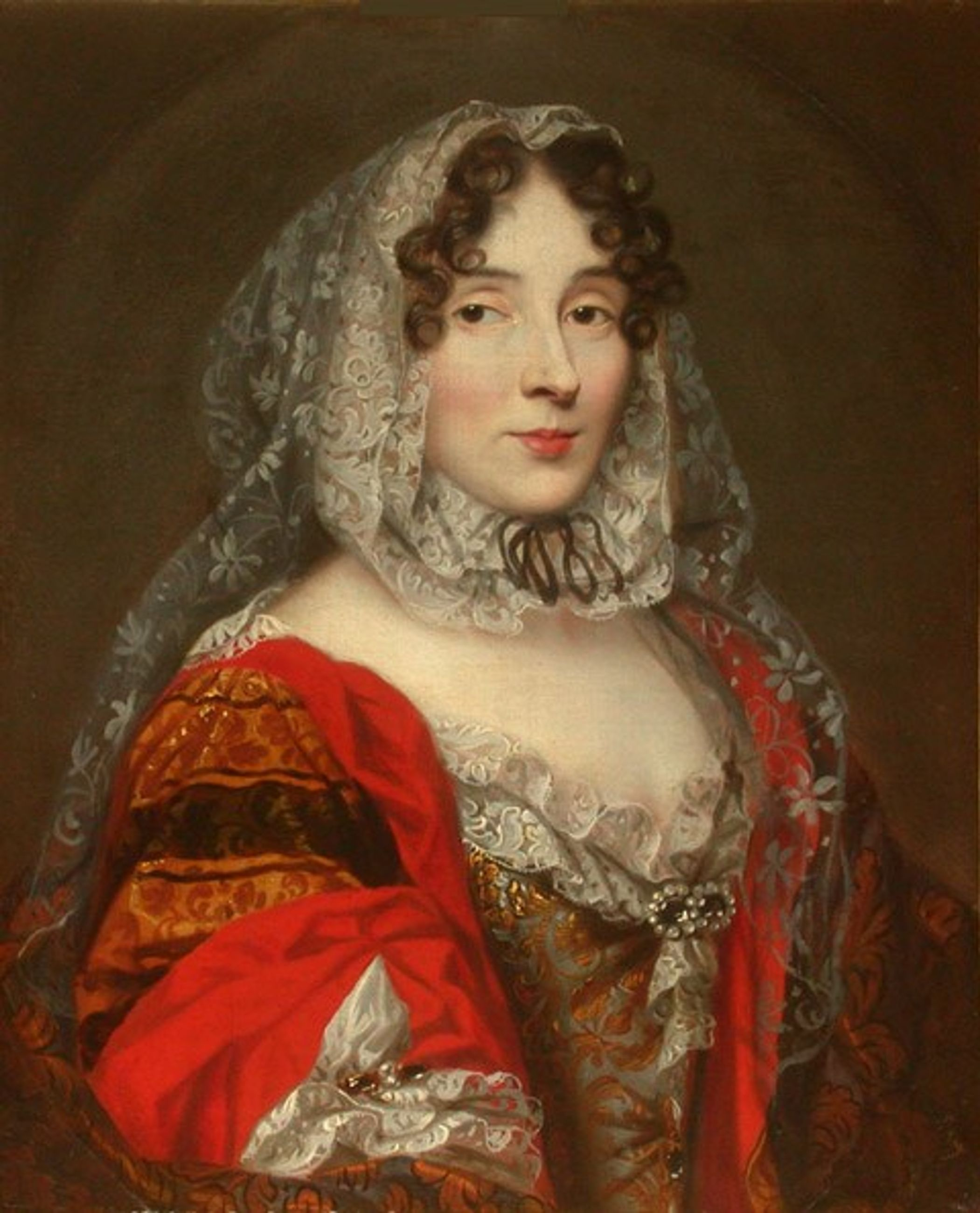
Marie Anne de La Trémoille, en av de mest berömda innehavarna av denna tjänst.

Camarera mayor de Palacio var en hovtjänst vid det kungliga spanska hovet. Det var titeln för den främsta hovdamen vid det spanska hovet mellan 1526 och 1931. Hon fungerade som överordnad för de övriga hovdamerna.